# Under the Influence (Beverly Hills, 90210)
Under the Influence is de tweede aflevering van het vijfde seizoen van het tienerdrama Beverly Hills, 90210, die voor het eerst werd uitgezonden op 14 september 1994.

## Verhaal
De groep, met uitzondering van Dylan, is op bezoek bij Andrea om te vieren dat ze thuis zijn en hebben een berg cadeaus bij. Als Andrea weer naar de universiteit gaat wil ze Hannah op de dagopvang onderbrengen maar heeft daar twijfels over en besluit dit niet te doen.
Josh komt langs bij Brandon om hem te overhalen om met hem kandidaat te stellen voor de studenten verkiezing. Brandon heeft hier weinig zin in maar na lang beraad gaat hij toch meedoen.
Dylan is op bezoek bij de bank om aan geld te komen en als hij naar buiten loopt komt hij Donna en Felice tegen. Hij laat niet blijken dat hij blut is, integendeel hij koopt een tafel op een feest die zij organiseren om te laten zien dat hij nog steeds geld heeft. Brandon komt bij hem op bezoek omdat die hem wil inlichten over zijn relatie met Kelly, maar hij ziet Dylan bier drinken en besluit om niets te zeggen. Als Dylan bij de Peach Pitt is hoort hij het van Natt en is daar zeer woest over.
Kelly is zeer ongerust over de ideeën van Donna, die wil stoppen met de universiteit en meedoen om te debuteren voor de introductiebal in Houston. Bij een opening gala is iedereen aanwezig, ook Dylan die later binnenstormt en Brandon gaat opzoeken. Hij vertelt hem dat hij boos is over het feit dat Brandon niets heeft durven te vertellen toen hij bij hem thuis was. Hij zet het op een drinken en maakt een flinke scène. Dit wordt door Felice aan Donna aangerekend, ook het feit dat Donna danste met D’shawn. Felice maakt Donna duidelijk dat het niet gepast is om met een donkere jongen te dansen. Dit maakt Donna besluiten om te stoppen met dit en weer terug te gaan naar de universiteit. Als Dylan bij Donna langskomt om zijn excuses aan te bieden spreken ze met elkaar af om zich samen in te schrijven voor de universiteit, maar Dylan komt niet opdagen.

## Rolverdeling
- Jason Priestley - Brandon Walsh
- Jennie Garth - Kelly Taylor
- Ian Ziering - Steve Sanders
- Gabrielle Carteris - Andrea Zuckerman
- Luke Perry - Dylan McKay
- Brian Austin Green - David Silver
- Tori Spelling - Donna Martin
- Tiffani Thiessen - Valerie Malone
- Carol Potter - Cindy Walsh
- James Eckhouse - Jim Walsh
- Mark D. Espinoza - Jesse Vasquez
- Joe E. Tata - Nat Bussichio
- Kathleen Robertson - Clare Arnold
- Katherine Cannon - Felice Martin
- Cress Williams - D'Shawn Hardell
- Michael Durrell - Dr.John Martin
- Joshua Rifkind - Josh Richland
- Cobi Jones - Zichzelf
- Paul Caligiuri - Zichzelf (Footballspeler)
- David Dean - Travis Farnham